# Marlene Meier
 Marlene Meier  (* 7. März 2002 in Bergisch Gladbach) ist eine aktive deutsche Leichtathletin. Ihre Kerndisziplin ist der Hürdensprint – so wurde sie 2022 in Berlin deutsche Meisterin bei den Frauen über 100 Meter Hürden.
Marlene Meier startet für den TSV Bayer 04 Leverkusen – neben ihrer Teilnahme bei den U20-Europameisterschaften 2021 in Tallinn gewann sie im gleichen Jahr noch den Deutschen Vizemeistertitel in der U20. 2023 führte sie die deutsche Bestenliste über 100 Meter Hürden mit einer Zeit von 13,00 s an.

## Privatleben
Meier ist die Tochter von Heike Meier-Henkel, Europameisterin, Weltmeisterin und Olympiasiegerin im Hochsprung, und Paul Meier, Zehnkämpfer und Olympiateilnehmer. Sie begann in der vierten Klasse mit Leichtathletik beim TSV Glessen in Bergheim, bevor sie zum TSV Bayer 04 wechselte.
Meier absolvierte ihr Abitur an der Sportschule in Leverkusen und schloss ein Studium im Fach Nachhaltiges Design in Köln an.
| Medaillenspiegel               |     |     |     |
| Deutsche Meisterschaften       | 1 × | 1 × | 0 × |
| Deutsche Jugendmeisterschaften | 2 × | 3 × | 3 × |

## Bestzeiten
(Quelle: LADV)
- 100 m Hürden: 12,93 s (1. September 2024, Berlin)
- 60 m Hürden: 8,09 s (2024, Berlin)

## Erfolge
(Quelle: DLV)

### 2017
- 3. Platz deutsche Blockmehrkampfmeisterschaften U16 Block Sprint/Sprung

### 2018
- 3. Platz deutsche Meisterschaften U18 100 m Hürden

### 2019
- 2. Platz deutsche Hallenmeisterschaften U20 60 m Hürden
- 5. Platz deutsche Meisterschaften U18 100 m Hürden

### 2020
- 1. Platz deutsche Meisterschaften U20 100 m Hürden
- 6. Platz deutsche Hallenmeisterschaften U20 60 m Hürden

### 2021
- 2. Platz deutsche Meisterschaften U20 100 m Hürden
- 3. Platz deutsche Meisterschaften U23 100 m Hürden
- 6. Platz deutsche Hallenmeisterschaften 60 m Hürden
- 15. Platz U20 Europameisterschaften 100 m Hürden

### 2022
- 1. Platz deutsche Meisterschaften 100 m Hürden
- 1. Platz deutsche Meisterschaften U23 100 m Hürden
- 4. Platz deutsche Hallenmeisterschaften 60 m Hürden

### 2023
- 1. Platz deutsche Jahresbestenliste 100 m Hürden
- 2. Platz deutsche Hallenmeisterschaften 60 m Hürden
- 2. Platz deutsche Meisterschaften U23 100 m Hürden
- 6. Platz deutsche Meisterschaften 100 m Hürden

### 2024
- 4. Platz deutsche Hallenmeisterschaften 60 m Hürden
- 1. Platz deutsche Hochschulmeisterschaften 100 m Hürden
- 2. Platz deutsche Meisterschaften 100 m Hürden
- 3. Platz ISTAF Berlin 100 m Hürden

### 2025
- 1. Platz deutsche Hallenmeisterschaften 60 m Hürden